# OU Андромеды
OU Андромеды (лат. OU Andromedae), HD 223460 — одиночная переменная звезда в созвездии Андромеды на расстоянии приблизительно 453 световых лет (около 139 парсеков) от Солнца. Видимая звёздная величина звезды — от +5,94m до +5,87m. Возраст звезды оценивается в среднем как около 770 млн лет.

## Характеристики
OU Андромеды — жёлтый гигант, вращающаяся переменная звезда типа FK Волос Вероники (FKCOM:) спектрального класса G1IIIe или G5. Масса — около 2,85 солнечных, радиус — около 9,46 солнечных, светимость — около 71,2 солнечных. Эффективная температура — около 5360 К.